# Drogutlösta psykiska störningar
Drogutlösta psykiska störningar kallas de psykiska störningar som i första hand beror på droger, såväl illegala som lagliga eller utskrivna på recept. Denna grupp störningar innefattar en rad olika svårighetsgrader, allt ifrån nikotinberoende och koffeinabstinens till kroniska psykoser. Gruppen störningar kallas Psykiska störningar och beteendestörningar orsakade av psykoaktiva substanser i ICD-10.

## Orsaker
De drogutlösta psykiska störningarna räknades förr som en form av organiska psykiska störningar. Till skillnad från den senare gruppen, beror de drogutlösta psykiska störningarna på psykoaktiva substanser, och inte på patologiska tillstånd, och är därför ett slags beteendestörning som åtminstone i någon grad beror på personens vilja. Till psykoaktiva substanser hör lagliga droger som alkohol, nikotin och koffein, illegala droger (narkotika), samt narkotikaklassade läkemedel. Dessa substanser utmärks av att de påverkar centrala nervsystemet.
Individer har olika medfödda och förvärvade förutsättningar att förbli friska efter att ha konsumerat psykoaktiva substanser, enligt stress - sårbarhetsmodellen. Detta innebär att det finns stora individuella skillnader hur lätt någon blir beroende, hur svårt det är att sluta med drogen, samt hur drogen påverkar psyket. Förutsättningarna kan vara okända (till exempel en ännu inte utbruten infektionssjukdom), eller uppenbara (till exempel socialt arv, stress eller annan systemisk sjukdom).
Drogproblem och psykisk ohälsa har stor komorbiditet. Ohälsan kan vara orsaken till drogerna i ett försök till självmedicinering, vilket kan ge tillstånd som kallas dubbeldiagnoser. Droger i sig försämrar ofta det allmänna hälsotillståndet, men livsstilen vid drogmissbruk kan också förklara att drogutlösta psykiska störningar ofta sammanhänger med kroppsliga sjukdomar som till exempel näringsbrist, sexuellt överförbara sjukdomar eller hepatit.

## Varianter
Det är en mycket stor grupp tillstånd som innefattas i paraplybeteckningen drogutlösta psykiska störningar. All form av beroende av psykoaktiva substanser inräknas. En del beroenden, som vid rökning eller kaffedrickande, behandlas inte inom psykiatrin, men räknas hit. Beroende brukar skattas efter den grad av abstinens personen får när personen är utan drogen, tillvänjning, samt efter beteenden som liknar impulskontrollstörningar (personen kan inte låta bli att ta drogen, föredrar drogen framför normala njutningskällor, och blir aggressiv om drogbruket ifrågasätts). Beroende kan ofta sammanfalla med missbruk, substansmissbruk, en beteendestörning som innebär ett bruk som skadar hälsan.
När en person med beroende försöker sluta, får personen ofta utsättningsbesvär. Utsättningsbesvären är olika svåra beroende på drog, individuella förutsättningar, och hur länge missbruket pågått. Det är vanligt med svår ångest och depression, tillstånd som kan kanaliseras mycket olika för olika individer, men som ofta yttrar sig i apati och svårmäktiga känslor. Svåra utsättningsbesvär kan yttra sig i delirium, insomni, och psykotiska tillstånd.
Vid mycket stor konsumtion av en stark drog kan ett tillstånd uppkomma som kallas akut drogförgiftning. Det är ett livshotande tillstånd, som framför allt ger psykisk påverkan. Personer med sämre förmåga att tolerera en viss drog kan få psykiska besvär utan att det är en förgiftning, där drogutlöst psykos är ett särskilt allvarligt tillstånd och vilket kan uppkomma redan första gången en person testar en drogen. En person som en gång haft en akut psykos eller svår depression, och som sedan testar droger kan likaså få recidiv.
Minnesstörningar är inte sällan förekommande vid drogbruk. Minnesstöriningar sammanhänger ofta med personlighetsförändringar och med konfabulation, dock inte alltid. Dock kan dessa personer få flashbacks där minnesbilder uppträder.